# Jardin de la Magalone
La Magalone est un domaine situé dans le quartier de Mazargues dans le 9e arrondissement de Marseille, au 245 boulevard Michelet. La bastide se trouve au cœur d'un parc de 1.4 ha. 

## Historique
Les frères Magalon, commandèrent la construction de cette villa dans la campagne marseillaise à la fin du XVIIe siècle, grâce à la fortune qu'ils avaient acquises dans le commerce d'armement et le cabotage. Ses plans sont traditionnellement attribués à Pierre Puget. Ces riches négociants Marseillais, la vendirent en 1721, alors même qu'elle n'était pas terminée, en raison de l'épidémie de peste qui frappait la ville. 
Le domaine appartint successivement à différents propriétaires dont les Sabran puis les Paul.
Après la Révolution elle devint bien national. 
La famille de Madame de Ferry, femme de lettres, l'acquit au milieu du XIXe siècle. Elle s'attacha à la restauration du domaine au début du XXe siècle. 
En 1890, la propriété s'étendait encore sur 12 hectares.
La bastide est inscrite à l’Inventaire supplémentaire des monuments historiques depuis 1948.
Son parc a été grandement rongé par l'urbanisation, notamment le perçage du boulevard Michelet et la construction de la "Cité radieuse" de l'architecte Le Corbusier.
Le domaine est la propriété de la ville de Marseille depuis 1987.
Elle accueille de nos jours l'un des huit lieux de l'école municipale de musique. Le jardin est un parc public.
On comptait au XVIIIe siècle pas moins de 5800 bastides et maisons de campagne dans la banlieue de Marseille. Le domaine reste un des rares témoignages de ces lieux de villégiature... 
À l'automne 2023, l'abattage massif de 22 arbres et d'arbustes en raison de leur état sanitaire a choqué la population du quartier.
La restauration du domaine est prévue dans le courant de l'année 2025. L'un des objectifs de la municipalité est de retrouver le label "Jardin remarquable" que le ministère de la culture a retiré en 2020 en raison de l'état très dégradé des statuaires. 

## Description
Le jardin a été réaménagé au début du XXe siècle par le paysagiste et botaniste Edouard André, dans le style classique afin de mettre en valeur la maison et la statuaire. 
La composition géométrique se décline ainsi :
Le tour du parc, planté de bosquets, protège le domaine de l'agitation et du bruit  de la ville. À l'entrée, un bosquet cache la vue et accroit l'effet d'émerveillement à la découverte du domaine.
Deux terrasses ont été aménagées afin de permettre de passer du bâti à la nature de façon progressive. La première terrasse ornée d'une balustrade en pierre donne accès, en descendant un escalier, à une plateforme de laquelle le visiteur peut voir la chapelle située au sud du parc. Cette seconde terrasse est décorée de part et d'autre de son extrémité par deux fontaines symbolisant chacune un fleuve, le Rhône et la Saône. Elles sont surmontées chacune d'un vieillard appuyé contre un dauphin qui crachait de l'eau.  Chaque fontaine surplombe un bassin alimenté par une source sur laquelle la bastide a été érigée. Elles rappellent les fontaines des jardins italiens. 
Un parterre de gazon encadré de buis fait face au bâti. Il est orné à l'est d'une broderie de buis en forme de fleur de lys et à l'ouest d'un bassin circulaire. Deux allées flanquées de tulipiers en bordent les longueurs. Au sud et au nord, deux autres prés encadrent le premier parterre. Côté sud, quatre statues attribuées à Veyrier, représentant les quatre saisons marquent les angles. Au nord, le pré accueille un bassin hexagonal.  
Le parc est également composé d'un petit bois, d'une roseraie, de boulingrins. De nombreux vases en pierre de taille enrichissent les espaces. Ils proviennent du château de Grignan.  